# 21125 Orff
21125 Orff (1992 YZ4) là một tiểu hành tinh vành đai chính được phát hiện ngày 30 tháng 12 năm 1992 bởi Freimut Börngen ở Tautenburg. Nó được đặt theo tên the German composer Carl Orff.